# 松鼠特攻2
《松鼠特攻2》（韓語：쾌걸롱맨 나롱이；又譯為飛天小松鼠2）是由QT Kids和Studio Kaab製作，並於韓國文化廣播公司（MBC）播出的動物動畫。故事講述飛鼠那朗（韓語：나롱이）變身為英雄「朗人」（韓語：롱맨），與反派角色阿姜那(韓語：아짱나)展開激烈對決的故事。 這部動畫是《松鼠特攻》（韓語：뚜루뚜루뚜 나롱이）的第二季，於2006年1月至2007年3月期間，每週五下午5點20分在韓國文化廣播公司播出。